# Deutsche Bühne
Die Deutsche Bühne war ein kurzlebiger Berliner Theaterverein der Jahre 1890/91.
Der Verein war als Gegengründung zur 1889 entstandenen Freien Bühne gedacht und trat am 28. September 1890 ins Leben. Maßgebliche Gründer waren die Schriftsteller Michael Georg Conrad, Karl Bleibtreu und Konrad Alberti. Unterstützt wurde der Verein von Wilhelm Walloth, Hermann Bahr und Detlev von Liliencron, zeitweilig auch von Julius Hart.
Die Deutsche Bühne brachte insgesamt fünf Theaterstücke zur Aufführung:
- Karl Bleibtreu: Schicksal
- Adam Müller-Guttenbrunn: Irma
- Konrad Alberti: Brot!
- Hermann Bahr: Die neuen Menschen
- Julius Hart: Der Sumpf

Am 26. April 1891 wurde die Deutsche Bühne aufgelöst.